# Міністерство продовольства і сільського господарства Норвегії
Міністе́рство продово́льства і сільсько́го господа́рства Норве́гії (норв. Landbruks- og matdepartementet, скорочено LMD) — відомство Уряду Норвегії, яке займається управлінням сільським і лісовим господарством країни. Міністр продовольства і сільського господарства призначається і знімається з посади Прем'єр-міністром Норвегії. Офіс міністерства знаходиться в Осло в Урядовому кварталі за адресою Teatergata 9.

## Історія
Міністерство було створено королівським указом від 17 лютого 1900 року під назвою Королівське міністерство сільського господарства. До цього часу управлінням сільським господарством займалося Міністерство внутрішніх справ Норвегії. Міністерство об'єднало в собі Лісове управління, Управління сільського господарства і Ветеринарне управління. Під час Другої світової війни евакуйоване до Лондона.
1 жовтня 2004 року Королівське міністерство сільського господарства змінило назву на Міністерство продовольства і сільського господарства.

## Підрозділи
- Відділ лісового господарства та ресурсної політики, відповідає за лісове господарство.
- Департамент продовольчої політики. Несе відповідальність за здоров'я і благополуччя сільськогосподарських тварин, а також забезпечення захисту споживачів від інфекцій і чужорідних речовин у сільськогосподарській продукції.
- Департамент сільськогосподарської політики. Відповідає за міжнародні договори, співпрацю з міжнародними організаціями (ФАО, СОТ, ЄЕЗ). Також є посередником між урядом і фермерськими асоціаціями (такими як Норвезька аграрна асоціація, Норвезький союз фермерів і дрібних землевласників, Асоціація норвезьких саамів-оленярів).
- Департамент з досліджень, інновацій і регіональної політики. Відповідає за основні галузеві дослідження та заходи щодо політики в галузі сільського господарства.
- Адміністративний відділ. Відповідає за фінанси, бюджет, звіти і кадри міністерства та підвідомчих установ.
- Відділ зв'язків з громадськістю. Організовує пресконференції, оновлює сайт міністерства, пише пресрелізи.

## Підвідомчі організації
- Регіональні сільськогосподарські підрозділи міністерства.
- Наглядовий орган з безпеки харчових продуктів
- Норвезький інститут біоекономіки
- Управління з сільського господарства
- Statskog (Лісове управління)
- Ветеринарний інститут